# PowerDNS
PowerDNS — DNS-сервер, написанный на C++, распространяемый по лицензии GPL для Unix-подобных систем (некоторое время поддерживались Windows-системы). Разработан в конце 1990-х нидерландским программистом Бертом Хубертом (нидерл. Bert Hubert) в качестве более гибкой альтернативы BIND; поддерживается сообществом свободного программного обеспечения, коммерческую поддержку оказывает основанная Хубертом компания PowerDNS.COM.
Может получать DNS-информацию из различных источников данных: файлов, файлов зон BIND, реляционных баз данных (используется по умолчанию), каталогов LDAP.
Начиная с версии 2.9.20 распространяется в виде двух раздельных и самостоятельно функционирующих компонентов — (Authoritative) Server («авторитетный DNS») и Recursor (рекурсивный DNS).
Используется для организации балансировки DNS-трафика ряда крупных веб-сайтов, в частности, с начала 2005 года для этой цели применяется фондом Викимедиа в связке с BIND и функцией определения географических координат (такая конструкция позволяет клиентам посылать запросы на ближайший к ним сервер, что уменьшает время отклика).